# Hahnia barbara
Hahnia barbara är en spindelart som beskrevs av Denis 1937. Hahnia barbara ingår i släktet Hahnia och familjen panflöjtsspindlar.
Artens utbredningsområde är Algeriet. Inga underarter finns listade i Catalogue of Life.